# Wiercień (Basse-Silésie)
Pour l’article homonyme, voir Wiercień.
Wiercień est une localité polonaise de la gmina et du powiat de Lubin en voïvodie de Basse-Silésie.